# Polens socialdemokrati
Polens socialdemokrati  (polska: Socjaldemokracja Polska, SDPL) är ett socialdemokratiskt parti i Polen, grundat den 26 mars 2004 genom en splittring från Demokratiska vänsterförbundet. Partiets Europaparlamentariker ingick i Socialdemokratiska gruppen i Europaparlamentet (PES), men partiet ingick inte i Europeiska socialdemokratiska partiet (PES).
I Europaparlamentsvalet 2004 fick partiet 5,3 % av rösterna och följaktligen tre mandat. I det nationella parlamentsvalet 2006 fick partiet tio mandat i Sejmen. I Europaparlamentsvalet 2009 erhöll partiet inget mandat.